# Urvillers
Urvillers är en kommun i departementet Aisne i regionen Hauts-de-France i norra Frankrike. Kommunen ligger  i kantonen Moÿ-de-l'Aisne som ligger i arrondissementet Saint-Quentin. År 2022 hade Urvillers 688 invånare.

## Befolkningsutveckling
Antalet invånare i kommunen Urvillers
Referens: INSEE